# Pálfa
Pálfa je vas na Madžarskem, ki upravno spada pod podregijo Paksi Županije Tolna.